# XI-V
XI-V, (SAI FÜNF), auch CubeSat-OSCAR-57, CO-57 ist ein japanischer Ausbildung- und Technologieerprobungssatellit und ein Amateurfunksatellit der Universität Tokio.

## Aufbau
XI-V ist ein 1U CubeSat, der zur Bewertung neuer Technologien im Weltraum dient. Dazu verfügt er über einen kostengünstigen CMOS-Horizontsensor und Stern-Tracker, eine aktive Drei-Achsen-Stabilisierung, eine GPS-basierte Positionsbestimmung und einen ARMV7-Zentralcomputer. XI-V trägt eine serienmäßig hergestellte CMOS-Kamera. Weiterhin dient XI-V der Überprüfung neuartiger Solarzellen.

## Mission
Er wurde am 27. Oktober 2005 vom Kosmodrom Plessezk in Russland aus gestartet. Nach erreichen des Zielorbits wurde er vom Mikrosatelliten SSETI Express ausgesetzt. Im Mai 2006 wurde durch den OSCAR-Nummer-Koordinator der AMSAT-NA die Bezeichnung CubeSat-OSCAR 58 bzw. CO-58 verliehen.

## Frequenzen
Folgende Frequenzen wurden von der IARU koordiniert:
- Downlink (MHz): 437,345
- Bake (MHz): 437,465 (Mode: 1200bps AFSK CW)
- Rufzeichen: JQ1YGW